# Vie et opinions de Tristram Shandy, gentilhomme
Vie et opinions de Tristram Shandy, gentilhomme (The Life and Opinions of Tristram Shandy, Gentleman), souvent abrégé en Tristram Shandy, est un roman de Laurence Sterne, publié en neuf volumes et sur une dizaine d'années à partir de 1759.
Par sa modernité et sa truculence, ce roman, souvent considéré à l'égal des œuvres de Rabelais et Cervantes, très connu dans le monde anglo-saxon, est considéré comme une œuvre majeure de la littérature anglophone et occidentale.

## Synopsis
Il est difficile de résumer un ouvrage presque entièrement constitué de digressions. Isabelle Rouffiange l'a tenté en huit pages et demi. 
Comme son titre l'indique, le livre est en apparence le récit de la vie de Tristram Shandy. Mais le narrateur annonce qu'il ne peut rien expliquer simplement, et doit donc apporter des éléments de contexte et de réflexion, ce qui explique que la naissance de Tristram ne soit évoquée qu'au tome III.  
La plupart des scènes du roman sont des histoires de famille ou des malentendus reposant sur les tempéraments opposés des protagonistes. Entre ces péripéties, Tristram disserte longuement sur les pratiques sexuelles, les insultes, l'influence du nom et du nez sur le tempérament humain, l'obstétrique, la guerre de siège et la philosophie.  
Cependant, le livre ne contient que peu d'éléments sur sa vie, à part l'histoire d'un voyage qu'il a fait à travers la France et le récit des quatre mésaventures qui ont façonné le cours de sa vie depuis son plus jeune âge.  
Tout d'abord, alors qu'il n'était encore qu'un homoncule, l'implantation de Tristram dans l'utérus de sa mère a été perturbée car, au moment même de la procréation, sa mère demanda à son père s'il avait pensé à remonter l'horloge. La distraction et l'agacement perturbèrent l'équilibre des humeurs nécessaire à une conception réussie. 
Deuxièmement, alors que l'une des théories favorites de son père était qu'un nez grand et attrayant était important pour un homme qui réussit dans la vie, lors de son accouchement difficile, le nez de Tristram fut écrasé par les forceps du Dr Slop.  
Troisièmement, une autre des théories de son père était que le nom d'une personne exerçait une énorme influence sur sa nature et sa fortune. Le pire nom possible étant Tristram, il fallait choisir Trismégiste. Mais Susannah déforme ce nom en le transmettant au curé, et l'enfant est baptisé Tristram. 
Enfin, alors qu'il était encore tout petit, Tristram subit une circoncision accidentelle lorsque la même Susannah laisse tomber un châssis de fenêtre alors qu'il urinait par la fenêtre parce que son pot de chambre avait disparu. 
Le personnage clef est Yorick, qui symbolise la vérité, la droiture, le refus de l’acceptation et de la grimace. Son antithèse est le docteur Slop, qui incarne l’erreur, le mensonge et la prétention de tout savoir. Le summum de l’esprit tortueux, dépourvu de charité, est le père. Trim est le champion de la vérité par l’action. 

## Structure littéraire
Dans ce livre d’abord commencé sur un coup de tête, dont il n’est pas sûr qu’il soit achevé, l’art digressif est posé dès le départ comme axiome, comme une fin en soi et un système de composition.  Sans toutes ces digressions, l’essentiel ne se comprendrait pas, nous dit-on ; mais nous ne sommes jamais informés de ce qui serait essentiel selon le narrateur. C'est une symbolique du désordre, dont l’auteur se fait gloire. Sterne, non seulement n’obéit à aucune des règles du roman, mais en prend systématiquement le contrepied.
Le titre est aussi fallacieux que le personnage : il y a fort peu de biographie et d’opinions. Le narrateur s’affaire comme un beau diable pour conduire son récit, mais malgré tous ses efforts, celui-ci n’avance pas. C’est une fuite constante devant le sujet promis, et la fin du livre se situe à une époque où le héros n’est pas encore né.  L’histoire de la vie de Tristram se perd dans les sables mouvants du souvenir, les lianes du commentaire et les mirages de l’artifice.
Les thèmes sont impossibles à dénombrer, les dimensions de l’espace sont fluctuantes, les modes du temps fugitifs et ambigus, les personnages d’égale valeur ou d’égale insignifiance. Les habituels impératifs stylistiques sont rompus, la phrase épouse de près le mouvement intérieur, l’intention, l’émotion, et se fait le produit naturel d’un enchainement de concepts ou d’images. Elle se fait et se défait à mesure que la pensée naît, se déroule ou s’arrête, sans se soucier des normes de la grammaire.
Ce livre, l’une des œuvres les plus déroutantes de la littérature anglaise, peut être considéré comme une escroquerie ; ou bien comme un ouvrage où l’auteur se proposerait d’être explicite et complet, assumerait la tâche redoutable de ne laisser aucun vide arbitraire dans sa présentation du réel, avec une sincérité exhaustive faisant souvent appel au lecteur. C'est aussi l'exposé d'un déterminisme absolu, les aventures prénatales déterminant l’histoire future d’un être humain. Si le dernier chapitre suggère l’impossibilité de savoir, il répète que la quête n’est pourtant pas vaine.
Sous l'influence de Rabelais, Montaigne ou Cervantès la satire et le comique de l'absurde sont permanents, les idées en elles-mêmes intéressant moins l'auteur que leur qualité de pittoresque ou d’inattendu. Mais si le ton dominant du roman est celui de la parodie, de la satire, de la dérision et du burlesque, la teneur du livre est une sorte de tautologie ou d’auto-engendrement, l’histoire d’un auteur qui se-crée-en-écrivant-un-livre-sur-lui-même-se-créant.
« Ce livre déroutant, voire inquiétant, n’est pas ce qu’il dit être. C’est un livre piégé, un livre-piège, un livre à pièges. Il trompe, il détrompe, il abuse, il désabuse. Tout farci d’étrangetés, de vides et de trop-pleins, c’est un livre farce. »

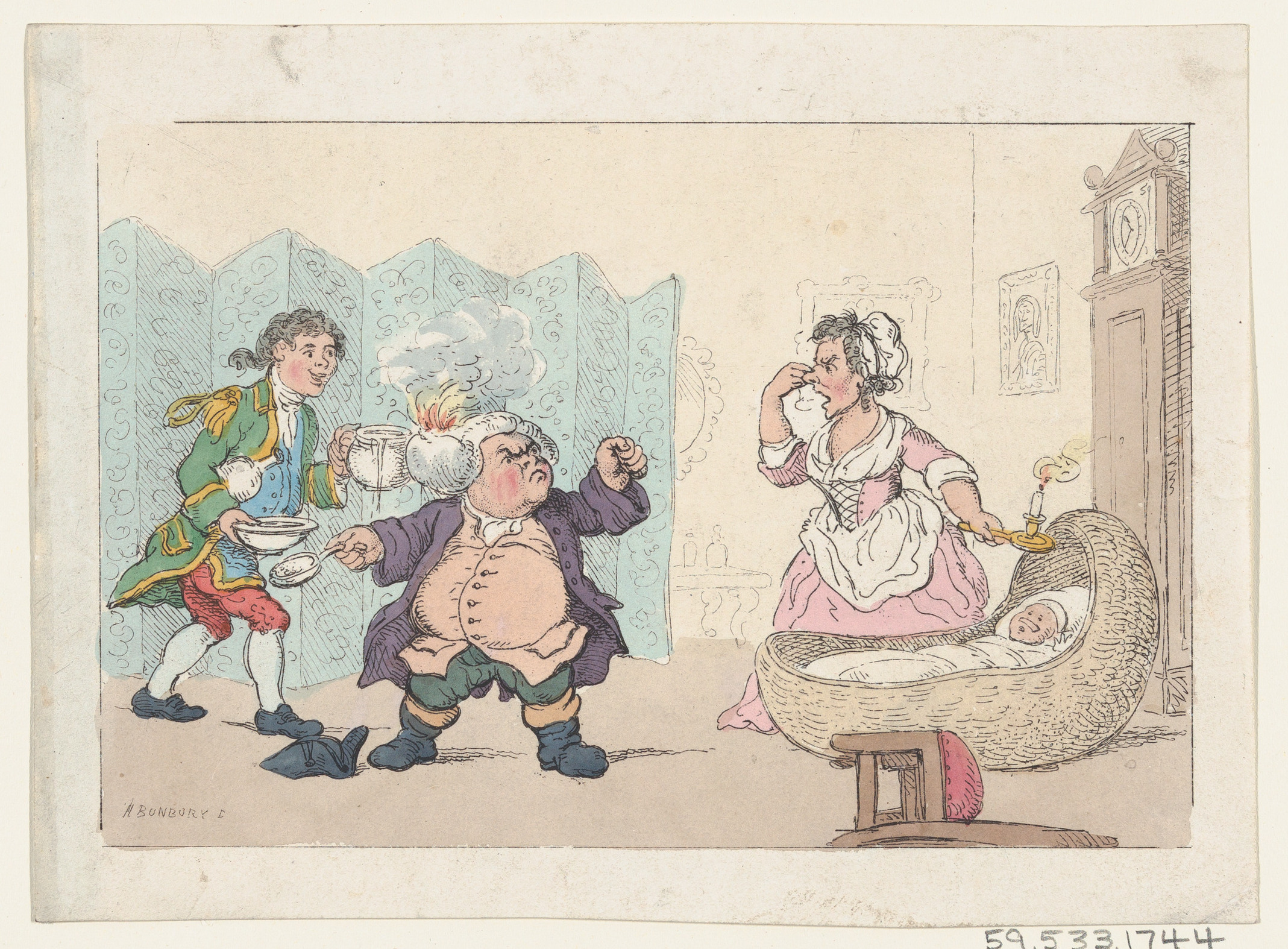
La bataille du cataplasme
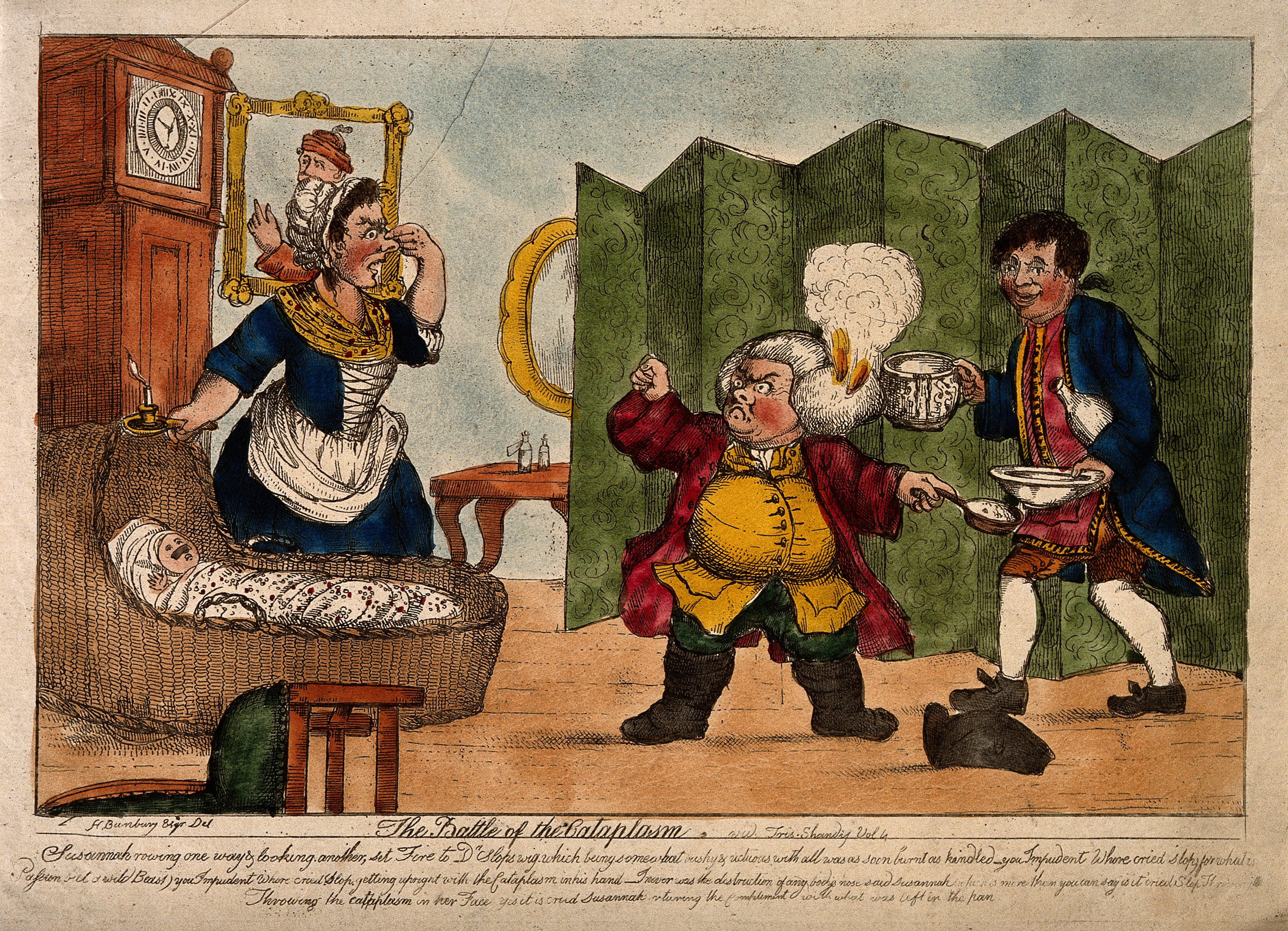
Le Dr Slop, avec sa perruque en feu, gesticulant avec colère vers Sus Wellcome
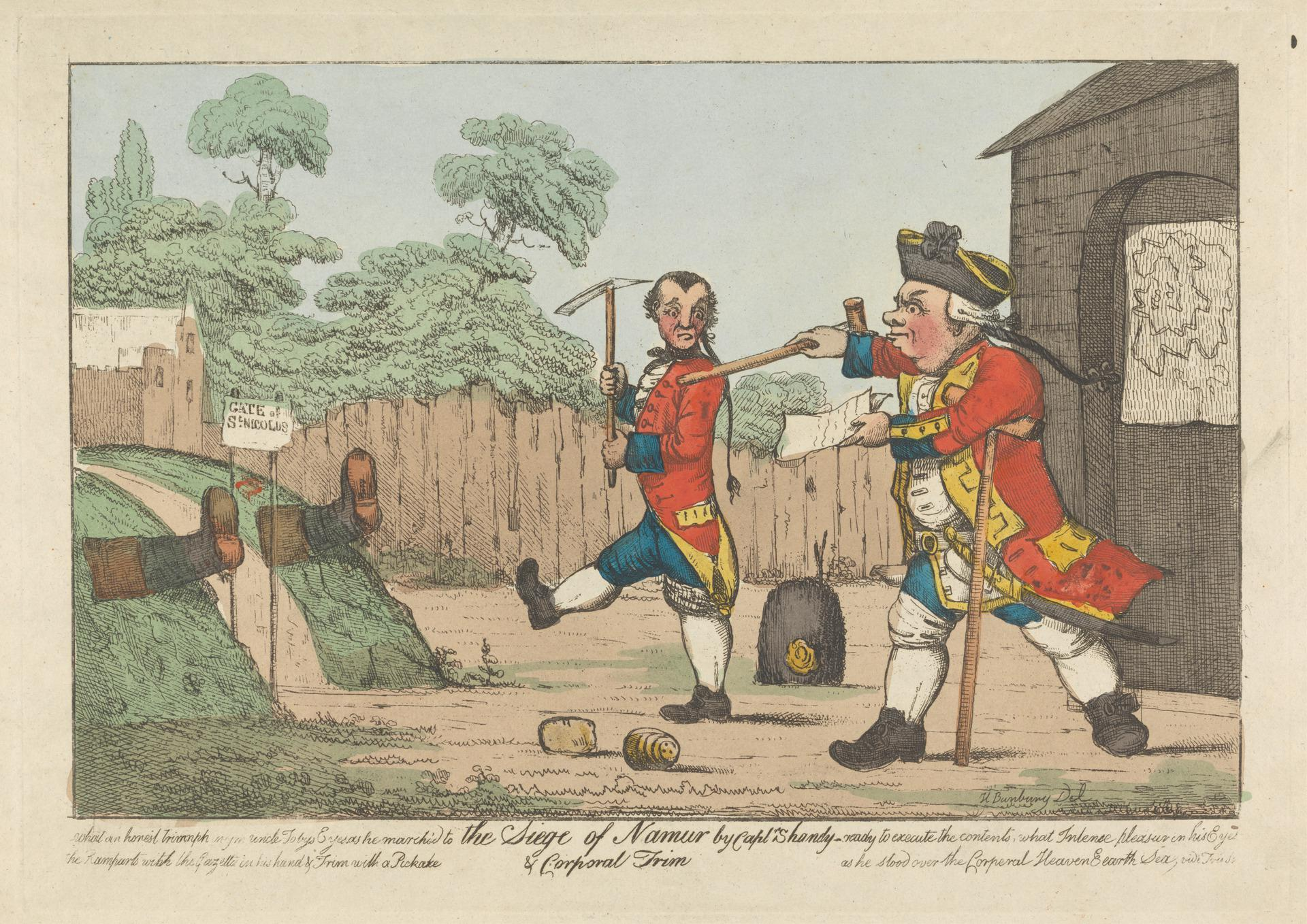
Henry Bunbury, Le Siège de Namur
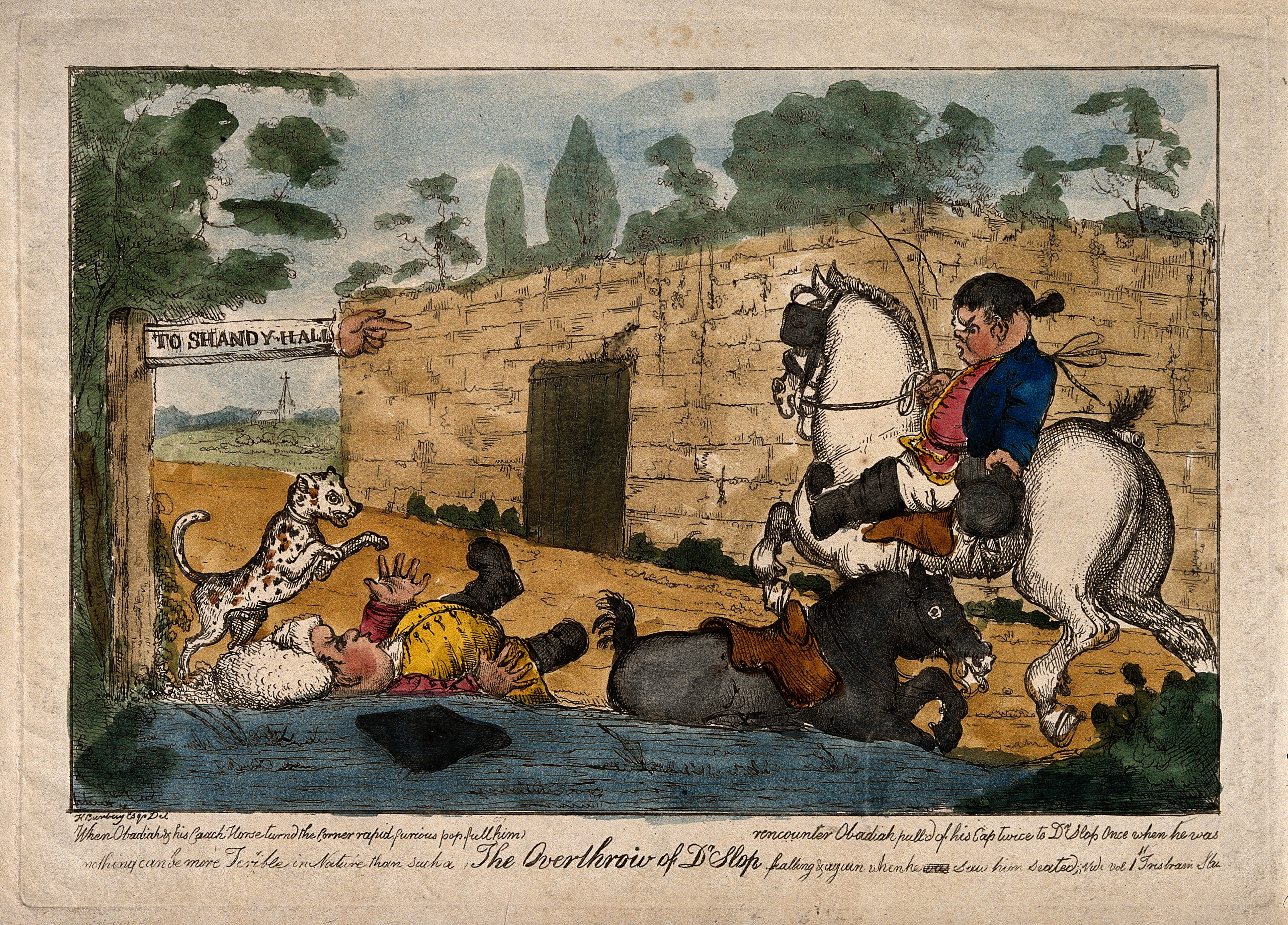
Obadiah fait tomber le docteur Slop de son poney
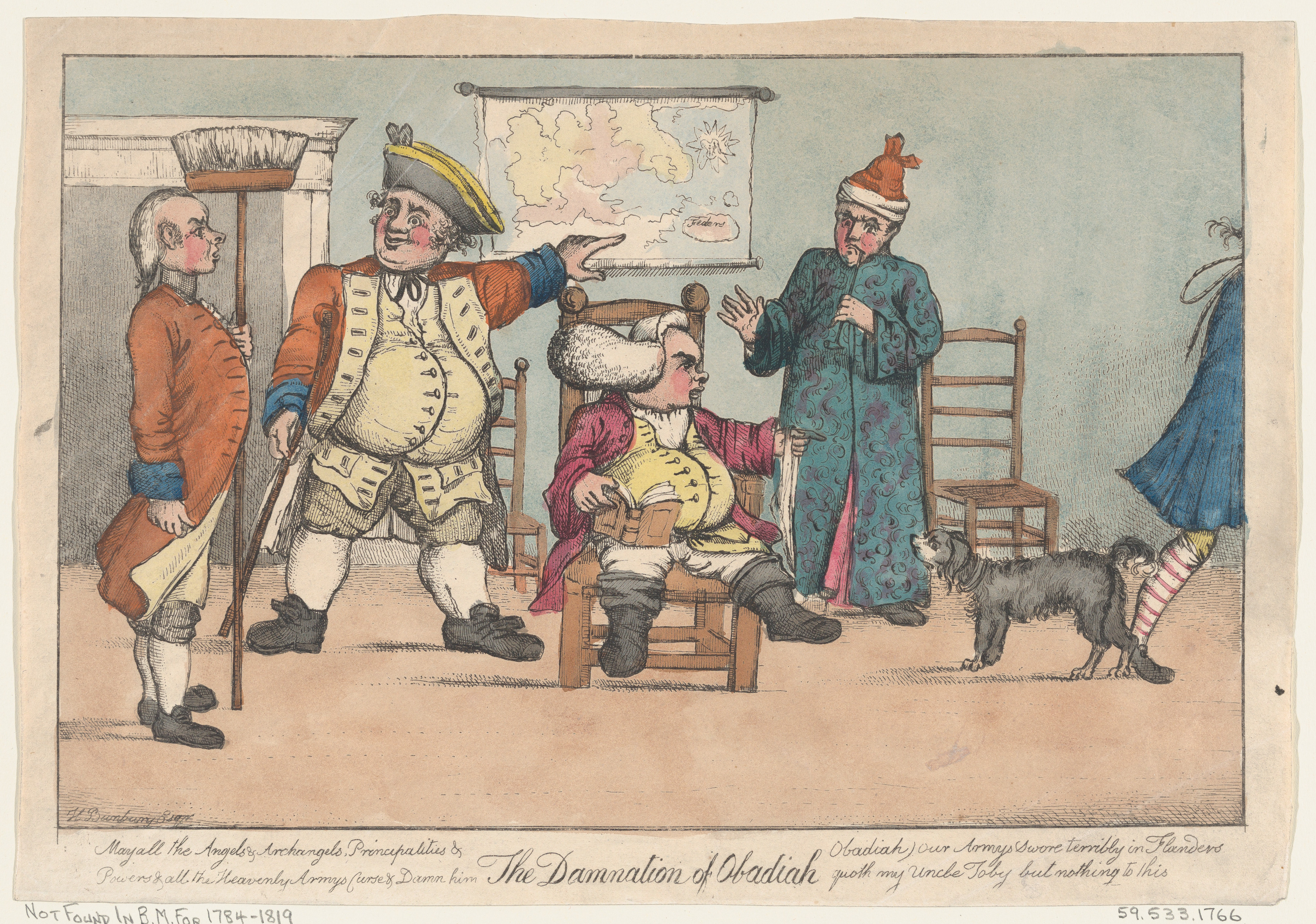
La damnation d'Obadiah

## Histoire éditoriale
Les deux premiers volumes paraissent à compte d'auteur à York fin décembre 1759, après avoir été refusés par l'éditeur James Dodsley. Celui-ci en publie cependant une deuxième, puis une troisième édition en avril et juin 1760, et achète fort cher les droits des deux volumes à venir.
Dès juillet 1760 paraissent des commentaires en vers ou en prose, des biographies fantaisiste, et des imitations, certaines de la main même de Sterne, comme les Explanatory Remarks upon the Life and opinions of Tristram Shandy; wherein, the morals and politics of this piece are clearly laid open, by J. K., M.D, signés d'un certain Jeremiah Kunastrokius. 
La même année est publié un faux volume III, reconnaissable à la présence de deux mesures musicales, et attribué à l'instituteur John Carr. James Dodsley, l'éditeur officiel, puis Sterne lui-même s'empressent de le dénoncer dans les journaux, où les critiques éreintent le texte. Pour éviter toute nouvelle mésaventure, les pages de titre des livraisons suivantes comportent la signature de Sterne.
Les volumes III et IV paraissent le 29 janvier 1761, suivis en décembre de la même année par les volumes V et VI. Sterne avait annoncé deux volumes par an, mais les VII et VIII ne sont publiés que le 23 janvier 1765, suivis du dernier volume le 29 janvier 1767. Ce délai permet  la publication en février 1766 d'un faux volume IX, qui a deux éditions et recueille des critiques aimables, il est intégré dans la première traduction en allemand. Son auteur reste inconnu.
Les premières traductions françaises sont très peu fidèles. Le premier traducteur, Joseph-Pierre Frénais, considère qu'« il est permis, sans doute, en traduisant un ouvrage d'agrément, d'ajouter, de retrancher, et de faire des changements. » Il réorganise les chapitres, en omet certains, en divise d'autres, leur donne des titres, répartit les remarques de Sterne un peu partout dans le texte, change les noms de certains personnages, ce qui finit par transformer sa traduction en simple pastiche. La traduction de Charles-François de Bonnay, parue quelques années plus tard, possède les mêmes défauts, avec des suppressions et des ajouts, en particulier un épisode où un chien est renversé par un carrosse. 
Dans les années 1840, Léon de Wailly publie la première traduction fidèle de Tristram Shandy, accompagnée de notes dans lesquelles il défend Sterne contre les accusations de plagiat portées par Walter Scott. Cette traduction est reprise avec des changements mineurs par Alfred Hédouin en 1890 et respecte la typographie originale. La traduction de Charles Mauron en 1946 fait longtemps référence, avant que ne paraisse celle de Guy Jouvet en 1998.  

### Typographie

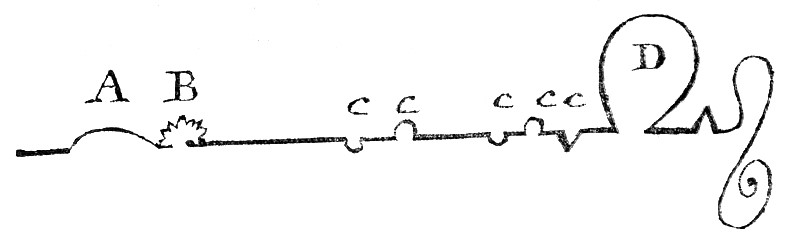
Volume VI, p. 153

Sterne accorde une grande importance à l'apparence de ses pages et au respect du moindre détail typographique. Il insère des pages noire, blanche ou marbrée, des lignes sinueuses, des textes parallèles, des énumérations verticales, des astérisques et des tirets, un tous les 15 à 30 mots. « Leur longueur et leur nombre varient suivant les nécessités de la pensée ou de l’émotion et inscrivent l’écriture dans la durée, comme les silences dans la phrase musicale. »
Victor Chklovski considère même que « c'est la conscience que Sterne nous fait prendre de la forme, en la détruisant, qui constitue le contenu de son roman. » Balzac en reprend une ligne courbe à la page de titre de La Peau de chagrin.

## Réception et influence
Le livre connait un succès immédiat auprès du public britannique puis européen, même si certains sont réservés. Ainsi Samuel Johnson affirme en 1776 : « Aucune chose bizarre ne dure. Tristram Shandy n'a pas résisté au temps » (« Nothing odd will do long. Tristram Shandy did not last »).
Voltaire qualifie Sterne de second Rabelais d'Angleterre — après Swift —et compare Tristram Shandy à « ces petites satires de l'antiquité qui renfermaient des essences précieuses. » Pour lui, l'auteur a autant de philosophie que de bouffonnerie dans la tête, avec des éclairs d'une raison supérieure. Il ne regrette cependant pas que le traducteur ait « supprimé des bouffonneries un peu grossières, comme la formule d'excommunication usitée dans l'église de Rochester. » Diderot évoque un livre « si fou, si sage, si gai » et s'en inspire pour écrire Jacques le fataliste. Les romantiques allemands Jean Paul et E.T.A. Hoffmann, ou encore Charles Nodier en revendiquent l'héritage. 
Pour Pierre Larousse, « ce livre n’est pas une histoire ni un roman, mais un recueil de scènes, de dialogues et de tableaux plaisants et touchants, présentés avec infiniment d’esprit et semés de beaucoup de connaissances originales. La singularité de cet ouvrage, où l’on chercha souvent un sens à des passages qui n’en ont pas du tout ; l’air de mystère dont il est empreint, ses caractères bizarres, sa gaieté folle et souvent même licencieuse impatientent et charment tout à la fois le lecteur ; mais le caractère gai, spirituel, sensible de l’insouciant curé Yorick, où l’on prétend que Sterne s’est peint d’après nature ; l’oncle Toby et son fidèle serviteur, les plus délicieux caractères de cet ouvrage, sont peints avec tant de charme et une individualité si originale, qu’ils font oublier la licence du romancier. » Victor Chklovski y voit « le roman le plus caractéristique de la littérature universelle. »

## Adaptations

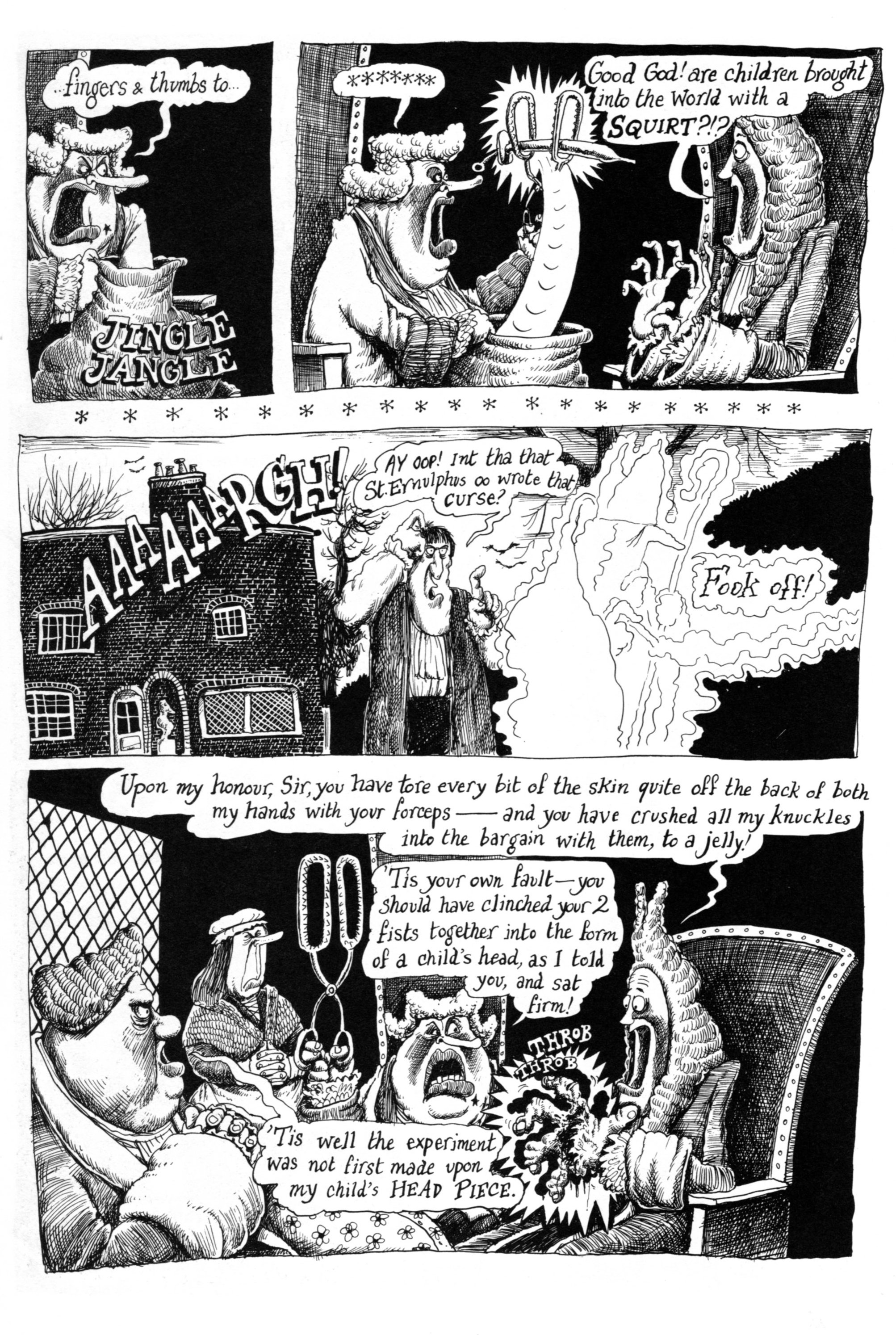
Un dessin original à la plume et à l'encre de la page 76 du roman graphique de Martin Rowson

Tristram Shandy a été adapté en 1996 en bande dessinée par le dessinateur Martin Rowson. Celle-ci  repose sur l’hybridation des genres et se fonde sur un jeu entre différents niveaux de lecture déjà présents dans le roman. Plus que la lettre du roman, c’est son esprit qui transparaît dans les planches.
Le livre est adapté au cinéma en 2006 sous le titre de Tournage dans un jardin anglais (A Cock and Bull Story). Ce film britannique est réalisé par Michael Winterbottom, écrit par Martin Hardy, avec Steve Coogan, Rob Brydon, Kelly Macdonald, Naomie Harris et Gillian Anderson. « Le film est fait de jeux d'échos et de miroirs dans les labyrinthes du temps et de l'esprit. C'est alambiqué à souhait, mais les amateurs de casse-tête littéraires et d'imbroglios artistiques y trouveront leur compte ».
De 1981, Michael Nyman travaille sur un projet d'opéra, et en fait représenter quelques extraits.

## Éditions
- Reproduction électronique de la première édition

## Traductions françaises
- La Vie et les opinions de Tristram Shandy, traduction de Joseph-Pierre Frénais, Yorck et Amsterdam, E. van Harrevelt, 1777. Tome I. Tome II.
- La Vie et les opinions de Tristram Shandy, traduction de Joseph-Pierre Frénais, Londres, 1784. Tome I. Tome II. Tome III. Tome IV.La BNF attribue la traduction à Charles-François de Bonnay[33]
- La Vie et les opinions de Tristram Shandy, traduction de Joseph-Pierre Frénais, nouvelle édition, Yorck et se trouve à Paris chez Volland, 1785. Tome I. Tome II. Tome III. Tome IV.
- La Vie et les opinions de Tristram Shandy, traduction de Joseph-Pierre Frénais, nouvelle édition ornée de figures et augmentée des lettres d'Yorick à Éliza, Yorck et se trouve à Paris chez Volland, 1787. Tome I. Tome II.
- Vie et opinions de Tristram Shandy, gentilhomme, traduction nouvelle par Léon de Wailly, Paris, Charpentier, 1848. Tome I. Tome II.
- Vie et opinions de Tristram Shandy, gentilhomme, suivies du Voyage sentimental et des lettres d'Yorick à Éliza, traduction nouvelle par Léon de Wailly, Charpentier, 1877. Tome I. Tome II.
- Tristram Shandy et le Voyage sentimental, traduits de l'anglais, nouvelle édition précédée de la vie de Sterne, Garnier, 1877. Tome I. Tome II.
- La Vie et les opinions de Tristram Shandy, Le Voyage sentimental, traduction de Frénais-de Bonnay, introduction, extraits et notes par Paul de Reul, La Renaissance du livre, 1931. Tome I.
- Œuvres de Laurence Sterne. Vie et opinions de Tristram Shandy, traduction nouvelle par Alfred Hédouin, Lemerre, 1890-1891, 4 volumes.
- Vie et opinions de Tristram Shandy, gentilhomme. Traduit de l'anglais par Charles Mauron, Laffont, 1946, 1 volume.Dans un article intitulé Qui a peur de Tristram Shandy ? paru en octobre 2006 dans le journal Le Monde[34] , Sylvie Martigny et Jean-Hubert Gailliot, gérants des éditions Tristram, attaquent avec virulence la traduction de Charles Mauron (1946), alors choisie par le ministère de l'Éducation nationale pour le concours de l'agrégation de lettres modernes, comme étant : « le pensum le plus appauvrissant et anti-shandéen qui se puisse concevoir », ajoutant que Mauron dépouille « le texte de Sterne de ses attributs les plus remarquables », et que « cette vieille traduction réussit le tour de force d'en donner une version ennuyeuse, fautive et incomplète, de nature à faire fuir tout lecteur innocent ». Un mois plus tard, dans les mêmes colonnes du Monde, la fille de Charles Mauron réplique par un droit de réponse intitulé Une défense de Charles Mauron[35] , dans lequel elle s'insurge contre les « appréciations négatives » au « caractère particulièrement abrupt et méprisant » portées à l'encontre de la traduction de son père.
- La vie et les opinions de Tristram Shandy, gentilhomme, traduction de Guy Jouvet[36], Tristram, 1998.
- La vie et les opinions de Tristram Shandy, gentilhomme, traduction d'Alfred Hédouin revue par Alexis Tadié, Gallimard, 2012

### Ouvrages
- Guillemette Bolens, L'humour et le savoir des corps : Don Quichotte, Tristram Shandy et le rire du lecteur, PUF, 2016 (ISBN 9782753548671, lire en ligne)
- Françoise Davoine, Comme des fous : folie et trauma dans Tristram Shandy, Gallimard, 2017 (ISBN 9782070197446)
- Henri Fluchère, Laurence Sterne, de l'homme à l'oeuvre : biographie critique et essai d'interprétation de Tristram Shandy, Gallimard, 1961Ouvrage de référence, mais dans lequel toutes les citations du texte sont en anglais.
- Isabelle Rouffiange, Un « nouveau roman » au XVIIIe siècle : Tristram Shandy, Ophrys, 1986 (ISBN 2-7080-0552-9, lire en ligne)Comprend un abrégé du roman

### Articles
- Liliane Abensour, « Tristram Shandy et les vertiges d’une œuvre-vie », Cahiers Charles V, no 26,‎ 1999 (lire en ligne)
- (en) Ros Ballaster, « The Eastern Tale and the Candid Reader : Tristram Shandy, Candide, Rasselas », XVII-XVIII. Revue de la Société d'études anglo-américaines des XVIIe et XVIIIe siècles, no 67,‎ 2010 (lire en ligne)
- Anne Bandry, « Sterne, l'imitateur imité », XVII-XVIII. Revue de la Société d'études anglo-américaines des XVIIe et XVIIIe siècles, no 32,‎ 1991 (lire en ligne)
- Anne Bandry, « Tristram Shandy : un protocole caracolant », Recherches anglaises et nord-américaines, no 26,‎ 1993 (lire en ligne)
- Anne Bandry, « Les faux volumes de Tristram Shandy », XVII-XVIII. Revue de la Société d'études anglo-américaines des XVIIe et XVIIIe siècles, no 36,‎ 1993 (lire en ligne)
- Anne Bandry-Scubbi, « Tristram Shandy à mots comptés », XVII-XVIII. Revue de la Société d'études anglo-américaines des XVIIe et XVIIIe siècles, no 63,‎ 2006 (lire en ligne)
- (en) Anne Bandry, « Tristram in French Garb: The French Translations of Tristram Shandy », dans Sophie Alatorre, Richard Trim (Dir.), Through Other Eyes: The Translation of Anglophone Literature in Europe, Cambridge, Cambridge Scholars Publishing, 2007, 192 p. (ISBN 978-1-847-18325-5, lire en ligne)
- (en) Anne Bandry, « Romantic to Avant-Garde : Sterne in Nineteenth- and Twentieth Century France », dans Peter de Voogd, John Neubauer  (Eds.), Reception of Laurence Sterne in Europe, Continuum UK; NIPPOD édition, 2009, 358 p. (ISBN 978-1-847-14599-4)
- Anne Bandry-Scubbi, « Sterne recyclé : allers-retours entre culture savante et culture populaire », Recherches anglaises et nord-américaines, no 43,‎ 2010 (lire en ligne)
- Alain Bony, « Laurence Sterne, The Life and Opinions of Tristram Shandy, Gentleman - Bibliographie sélective et critique », XVII-XVIII. Revue de la Société d'études anglo-américaines des XVIIe et XVIIIe siècles, no 17,‎ 1983 (lire en ligne)
- Marie-Hélène Chabut, « Tristram Shandy, ou l'histoire de l'écriture », Dix-Huitième Siècle, no 19,‎ 1987 (lire en ligne)
- Madeleine Descargues, « Les Textes perdus et retrouvés de Tristram Shandy ou le Hobby-hors(e) texte », XVII-XVIII. Revue de la Société d'études anglo-américaines des XVIIe et XVIIIe siècles, no 62,‎ 2006 (lire en ligne)
- (en) Madeleine Descargues-Grant, « The Obstetrics of Tristram Shandy », Études anglaises, vol. 59, no 4,‎ 2006 (lire en ligne)
- Anne Dromart, « Vérité, réalité et sincérité dans Tristram Shandy », XVII-XVIII. Revue de la Société d'études anglo-américaines des XVIIe et XVIIIe siècles, no 68,‎ 2011 (lire en ligne)
- Jean-Claude Dupas, « The Life and Opinions of Tristram Shandy : une rhapsodie grotesque », XVII-XVIII. Revue de la Société d'études anglo-américaines des XVIIe et XVIIIe siècles, no 6,‎ 1978 (lire en ligne)
- Brigitte Friant-Kessler, « Illustrations et emblèmes: la représentation de la Mort dans les gravures de Tristram Shandy », XVII-XVIII. Revue de la Société d'études anglo-américaines des XVIIe et XVIIIe siècles, no 58,‎ 2004 (lire en ligne)
- Brigitte Friant-Kessler, « Genre mineur, genre unique: illustration et représentation dans les gravures de Tristram Shandy », XVII-XVIII. Revue de la Société d'études anglo-américaines des XVIIe et XVIIIe siècles, no 58,‎ 2004 (lire en ligne)
- Brigitte Friant-Kessler, « Peter de Voogd and John Neubauer, eds., The Reception of Laurence Sterne in Europe ; Cécile Guilbert, L'écrivain le plus libre [compte-rendu] », XVII-XVIII. Revue de la Société d'études anglo-américaines des XVIIe et XVIIIe siècles, no 59,‎ 2004 (lire en ligne)
- Brigitte Friant-Kessler et Sandra Lasne, « La lettre, l’esprit et l’image : Tristram Shandy de Martin Rowson entre texte(s), contexte(s) et hors-texte(s) », XVII-XVIII. Revue de la Société d'études anglo-américaines desXVIIe et XVIIIe siècles, no 62,‎ 2006 (lire en ligne)
- William Kinsley, « Sexe et association dans Tristram Shandy et Gravity’s Rainbow », Études françaises, vol. 22, no 1,‎ 1986 (lire en ligne)
- (en) Dawn Morgan, « Productive Disorientations: The Anomalous Volume 7 of Tristram Shandy », Lumen, no 30,‎ 2011 (lire en ligne)
- Serge Soupel, « Tristram Shandy, roman piégé », XVII-XVIII. Revue de la Société d'études anglo-américaines des XVIIe et XVIIIe siècles, no 17,‎ 1983 (lire en ligne)
- Yen-Maï Tran-Gervat, « « Humour cervantique » et « roman parodique ». Réflexions sur le rire et le roman au XVIIIe siècle, à partir du cas de Tristram Shandy », Études françaises, vol. 47, no 2,‎ 2011 (lire en ligne)
- Yen-Maï Tran-Gervat, « Tristram Shandy dans tous ses états : éléments d’une esthétique comique comparée », Malice, no 3,‎ 2012 (lire en ligne)
- Voltaire, « La Vie et les Opinions de Tristram Shandy », Journal de politique et de littérature,‎ 1777 (lire en ligne)
- (en) Peter de Voodg, « How to read Tristram Shandy », XVII-XVIII. Revue de la Société d'études anglo-américaines des XVIIe et XVIIIe siècles, no 63,‎ 2006 (lire en ligne)

### Audio
- Tristram Shandy, le roman satirique de Laurence Sterne, Radio-France, août 2014, 49 min. Écouter en ligne
- La folle inventivité de Laurence Sterne et de Tristram Shandy, France Culture, 27 juillet 2021, 58 min. Écouter en ligne